# نیچیکان
نیچیکان (انگلیسی: Nichicon) شرکت الکترونیک ژاپنی است، که در سال ۱۹۵۰ تأسیس شد.